# P.S. (film, 2004)
Pour les articles homonymes, voir P.S..
Pour plus de détails, voir Fiche technique et Distribution.
P.S. est un film américain réalisé par Dylan Kidd sorti en 2004 aux États-Unis.
Le film est encore inédit en France.

## Synopsis
Louise Harrington, une divorcée de trente-neuf ans, qui travaille à « Columbia University's School of Fine Arts », est jolie, intelligente et insatisfaite. Elle reçoit un jour un formulaire d'inscription et décide de s'entretenir avec le candidat, un jeune peintre. Scott Feinstadt se présente. Il ressemble énormément à son petit ami de l'école secondaire, un artiste mort dans un accident d'auto il y a vingt ans. Après leur première rencontre, Louise et Scott s'engagent dans une liaison amoureuse passionnée. Pour Louise, Scott est peut-être une évocation de son amour perdu. Mais pour Scott, Louise est peut-être la personne qui va l'aider à entrer dans cette université privilégiée. Mais la vie de la trentenaire est assez déjà tourmentée : son ex-mari Peter lui avoue qu'il est accro au sexe.

## Fiche technique
- Titre : P.S.
- Réalisation : Dylan Kidd
- Scénario : Dylan Kidd, d'après un roman d'Helen Schulman
- Producteurs : Anne Chaisson, John Hart, Robert Kessel et Jeff Sharp
- Coproducteur : Allen Bain
- Producteurs exécutifs : Wouter Barendrecht, Michael Hogan, Julian Iragorri et Michael J. Werner
- Producteur associé : Nina Wolarsky
- Musique : Craig Wedren
- Photographie : Joaquín Baca-Asay
- Genre : Comédie dramatique
- Durée : 97 minutes
- Pays :  États-Unis
- Langue : anglais
- Tourné en Dolby Digital et en Technicolor
- Distributeur : Newmarket Films
- Date de sortie en salles :  15 octobre 2004

## Distribution
- Laura Linney : Louise Harrington, directrice des admissions de l'école d'art à l'université Columbia
- Topher Grace : F. Scott Feinstadt, le jeune peintre
- Gabriel Byrne : Peter Harrington, l'ex-mari de Louise
- Marcia Gay Harden : Missy Goldberg, l'amie de Louise
- Paul Rudd : Sammy Silverstein, le frère de Louise
- Lois Smith : Ellie Silverstein, la mère de Louise
- Jennifer Carta : Work-Study
- Ross. A. McIntyre : Jimmy
- Chris Meyer : Ricky
- Becki Newton : Rebecca
- Stacy Lynn Spierer : Stacey
- Daniel C. Levine : l'employé de bureau
- Susan Porro : la serveuse

## Production
- Deuxième réalisation de Dylan Kidd après Oncle Roger sorti en 2002.
- C'est la deuxième fois que se retrouvent Laura Linney et Gabriel Byrne dans un film dix ans après Le Cadeau du ciel. Ils retourneront ensemble en 2005 dans Jindabyne. Laura Linney retrouve aussi sur le tournage Marcia Gay Harden après Mystic River.
- Ce film est produit par John Hart l'un des producteurs de Tu peux compter sur moi (avec Laura Linney).
- Topher Grace, connu pour avoir interprété Foreman dans la série That '70s Show, obtient l'un de ses premiers rôles principaux au cinéma. La même année, il est l'un des acteurs principaux de la comédie sentimentale En bonne compagnie.
- Pour ce film, Laura Linney remporta le prix de la meilleure actrice (ex æquo avec Emmanuelle Devos pour La Femme de Gilles) lors du festival du film de Mar del Plata en 2004.
- Le film a été tourné à New York.

## Réception

### Box-office
- Le film a engrangé 175 408 dollars sur une petite combinaison de salles.